# Syngamia marmorata
Syngamia marmorata là một loài bướm đêm trong họ Crambidae.